# UWA女子インターナショナル王座
UWAインターナショナル女子王座（ユー・ダブリュー・エー・インターナショナルじょしおうざ）は、ジャパン女子プロレスが管理、UWAが認定していた王座。

## 歴史
1988年12月11日、UWAメキシコシティ大会で行われた初代王座決定戦に勝利したデビル雅美が初代王者になった。
1992年1月28日、ジャパン女子プロレスの解散により封印。

## 歴代王者
| 歴代  | 選手         | 戴冠回数 | 獲得日付       | 獲得場所 （対戦相手・その他）       |
| ----- | ------------ | -------- | -------------- | ----------------------------------- |
| 初代  | デビル雅美   | 1        | 1988年12月11日 | メキシコシティ インディア・アステカ |
| 第2代 | ミスA        | 1        | 1989年6月26日  | 札幌中島スポーツセンター            |
| 第3代 | イーグル沢井 | 1        | 1989年10月10日 | 東京                                |
| 第4代 | 剣舞子       | 1        | 1990年5月25日  | 東京 1990年に引退のため返上         |
| 第5代 | ミスA        | 2        | 1991年1月6日   | 東京 山崎五紀                       |
| 第6代 | ハーレー斉藤 | 1        | 1991年2月11日  | 東京 1992年1月28日封印              |